# Qualifications des épreuves de skateboard aux Jeux olympiques d'été de 2020
Au total, 80 quotas sont alloués pour le Skateboard aux Jeux olympiques d'été de 2020 à Tokyo (Japon). Un Comité national olympique (CNO) peut obtenir jusqu'à 3 places dans chaque épreuve (soit 12 places au maximum sur les 4 épreuves représentées). Les 20 quotas retenus par compétition le sont de la manière suivante : 16 via les classements internationaux, 3 via les championnats du monde, et 1 via le pays organisateur, le Japon.

## Calendrier
| Compétition                                       | Date                 | Lieu |
| ------------------------------------------------- | -------------------- | ---- |
| Championnats du monde de skateboard 2020 — Street | 31 mai – 6 juin 2021 | Rome |
| Championnats du monde de skateboard 2020 — Park   | 14–20 juin 2021      | TBA  |
| Classements olympiques mondiaux en skateboard     | 30 juin 2021         | N/A  |

Note : En raison de la pandémie de Covid-19, toutes les compétitions prévues au cours de l'année 2020 sont reportées en 2021.

## Résumé des quotas
Mis à jour le 11/01/2021
| CNO            | Hommes | Hommes | Femmes | Femmes | Total |
| CNO            | Park   | Street | Park   | Street | Total |
| -------------- | ------ | ------ | ------ | ------ | ----- |
| Japon          | 1      | 1      | 1      | 1      | 4     |
| TBD            | 19     | 19     | 19     | 19     | 76    |
| Total : 1+ CNO | 20     | 20     | 20     | 20     | 80    |

## Qualifiés
20 athlètes sont qualifiés dans chaque compétition.

### Hommes

#### Park
| Mode de qualification              | Quotas      | Athlètes qualifiés |
| ---------------------------------- | ----------- | --- |
| Pays hôte                          | 1           | Ayumu Hirano (JPN) |
| Classements olympiques mondiaux    | 16          | Heimana Reynolds (USA) Cory Juneau (USA) Luiz Francisco (BRA) Pedro Barros (BRA) Zion Wright (USA) Keegan Palmer (AUS) Oskar Rozenberg (SWE) Pedro Quintas (BRA) Ivan Federico (ITA) Steven Pineiro (PUR) Alessandro Mazzara (ITA) Vincent Matheron (FRA) Jaime Mateu (ESP) Kieran Woolley (AUS) Tyler Edtmayer (GER) Danny Leon (ESP) |
| réallocation championnats du monde | 3           | Andy Anderson (CAN) Rune Glifberg (DEN) Dallas Oberholtzer (RSA) |
| Total                              | 20 athlètes | 20 athlètes |

#### Street
| Mode de qualification           | Quotas      | Athlètes qualifiés |
| ------------------------------- | ----------- | --- |
| Pays hôte                       | 0           | |
| Championnats du monde           | 3           | Nyjah Huston (USA) Yuto Horigome (JPN) Sora Shirai (JPN) |
| Classements olympiques mondiaux | 16          | Kelvin Hoefler (BRA) Gustavo Ribeiro (POR) Aurélien Giraud (FRA) Jake Ilardi (USA) Jagger Eaton (USA) Vincent Milou (FRA) Matt Berger (CAN) Manny Santiago (PUR) Shane O'Neill (AUS) Angelo Caro Narvaez (PER) Felipe Gustavo (BRA) Yukito Aoki (JPN) Giovanni Vianna (BRA) Micky Papa (CAN) Axel Cruysberghs (BEL) Jhancarlos González (COL) |
| Réallocation                    | 1           | Brandon Valjalo (RSA) |
| Total                           | 20 athlètes | 20 athlètes |

### Femmes

#### Park
| Mode de qualification           | Quotas      | Athlètes qualifiées |
| ------------------------------- | ----------- | --- |
| Pays hôte                       | 0           | - |
| Classements olympiques mondiaux | 16          | Misugu Okamoto (JPN) Sakura Yosozumi (JPN) Sky Brown (GBR) Poppy Starr Olsen (AUS) Lizzie Armanto (FIN) Kokona Hiraki (JPN) Bryce Wettstein (USA) Dora Varella (BRA) Isadora Pacheco (BRA) Brighton Zeuner (USA) Jordyn Barratt (USA) Yndiara Asp (BRA) Julia Benedetti (ESP) Lilly Stoephasius (GER) Zhang Xin (CHN) Madeleine Larcheron (FRA) |
| Championnats du monde           | 4           | Amelia Brodka (POL) Josefina Varas (CHI) Bombette Martin (GBR) Melissa Williams (RSA) |
| Total                           | 20 athlètes | 20 athlètes |

#### Street
| Mode de qualification           | Quotas      | Athlètes qualifiées |
| ------------------------------- | ----------- | --- |
| Pays hôte                       | 0           | - |
| Championnats du monde           | 3           | Pamela Rosa (BRA) Rayssa Leal (BRA) Aori Nishimura (JPN) |
| Classements olympiques mondiaux | 16          | Letícia Bufoni (BRA) Momiji Nishiya (JPN) Mariah Duran (USA) Roos Zwetsloot (NED) Candy Jacobs (NED) Hayley Wilson (AUS) Funa Nakayama (JPN) Alexis Sablone (USA) Keet Oldenbeuving (NED) Margielyn Didal (PHI) Alana Smith (USA) Wenhui Zeng (CHN) Lore Bruggeman (BEL) Julia Brueckler (AUT) Charlotte Hym (FRA) Asia Lanzi (ITA) |
| Réallocation                    | 1           | Boipel Awuah (RSA) |
| Total                           | 20 athlètes | 20 athlètes |